# Ondřej Grill
Ondřej Grill (anglicky Andrew Grill, 30. listopadu 1869 České Chalupy — 30. srpna 1943 Chicago, USA) byl česko-americký hudebník, skladatel, houslista, trumpetista, kapelník a učitel hudby působící od roku 1903 ve Spojených státech amerických. Byl jedním z hlavních propagátorů české polky v zámoří, rovněž se účastnil veřejného života početné českoamerické komunity (např. místní Sokol).

## Život

### Mládí
Narodil se v osadě České Chalupy u Nové Vsi nedaleko Českého Krumlova na Schwarzenberském panství. Se svými sourozenci byl od útlého mládí veden k hudbě, od sedmi let uměl hrát na housle a posléze se naučil také na trubku. Od patnácti let hrál v taneční kapele v Českých Budějovicích. Během vojenské služby v Císařské armádě ve Štýrském Hradci působil ve vojenské kapele. Díky zdejšímu plukovnímu kapelníkovi Eduardu Hornému se následně dostal do Jägrova orchestru působícího v Divadle královny Marie ve Velkém Varadínu na tehdejším území Uherska, kde hrál první housle.

### Schwarzenberská granátnická garda
Po návratu z armády na jih Čech, chtěl původně odejít hrát do zahraničí, což mu však jeho matka nedovolila. Grill byl však nedlouho poté, roku 1881, přijat do kapely Schwarzenberské granátnické gardy. Hudební těleso následně dosáhlo značného věhlasu po celém kraji a několikrát také vystupovalo přímo pro knížete Adolfa Josefa Scharzenberga. Rozšířil svůj nástrojový rozsah o violu, kontrabas a baskřídlovku, rovněž se začal úspěšně pokoušet o vlastní hudební tvorbu, především šlo o vojenské pochody. Od roku 1896 pak po odchodu Václava Reitspiese na odpočinek převzal pozici kapelníka gardy. Orchestr mj. působil v krumlovském městském divadle.

### Ve Spojených státech
Počátkem 20. století se po smrti matky Grill spolu se svým bratrem Jakubem rozhodli k odchodu do Spojených států, kde již v té době byla početná česká komunita. Do New Yorku bratři Grillovi dorazili v březnu 1903 a následně se přesunuli do Chicaga, města s výrazným podílem českých emigrantů. Po krátkém zaměstnání v lahvárně se začal opět živit jako hudebník. Navázal spolupráci s majitelem hudebního obchodu a vydavatelství gramodesek Little Bohemia Josefem Jiránem, zaměřeného především na polku vyhledávanou právě Čechoameričany. Grill zde začal nejprve působit jako učitel hudby, následně pak provozovatel vlastní hudební školy a také kapelník nahrávacího orchestru vydavatelství. Byl členem chicagského Sokola, jako uznávaný kapelník byl dirigentem pochodové kapely při prvním Všesokolském sletu v USA počátkem v Chicagu roku 1909, stejně jako při dalších ročnících.
Úspěšně zde také nahrával a vydával vlastní hudební skladby, např. polku Baruška (Barbara polka) z roku 1914. Jím napsané pochody byly příznivě přijaty také vojáky americké armády, kteří byli roku 1917 nasazeni na západní frontě první světové války ve Francii. Od 20. let pak působil jako kapelník vlastního tělesa Grill's Orchestra, který mimo četné řádné koncerty hrál mj. u příležitosti výročí upálení mistra Jana Husa či zvolení Čechoameričana Antonína Čermáka do funkce starosty Chicaga roku 1931.
Hudebně činný byl až do konce 30. let, v reakci na Mnichovskou dohodu a blížící se druhou světovou válku vydal roku 1938 nahrávku české hymny v anglickém překladu.

### Úmrtí
Ondřej Grill zemřel 30. srpna 1943 v Chicagu ve věku 73 let a byl pravděpodobně pohřben na místním Českém národním hřbitově.